# Mustafabad
Mustafabad é uma vila no distrito de Yamunanagar, no estado indiano de Haryana.

## Geografia
Mustafabad está localizada a 30° 12′ N, 77° 09′ L. Tem uma altitude média de 256 metros (839 pés).

## Demografia
Segundo o censo de 2001, Mustafabad tinha uma população de 8513 habitantes. Os indivíduos do sexo masculino constituem 53% da população e os do sexo feminino 47%. Mustafabad tem uma taxa de literacia de 72%, superior à média nacional de 59,5%: a literacia no sexo masculino é de 77% e no sexo feminino é de 68%. Em Mustafabad, 12% da população está abaixo dos 6 anos de idade.